# Лёль (приток Косы)
Лёль — река в России, протекает по Косинскому району Пермского края. Устье реки находится в 28 км по левому берегу реки Коса. Длина реки составляет 10 км.
Исток реки находится в лесах севернее деревни Нагорная и в 10 км к северу от села Коса. Течёт преимущественно на северо-восток. Впадает в Косу выше деревни Одань.

## Данные водного реестра
По данным государственного водного реестра России относится к Камскому бассейновому округу, водохозяйственный участок реки — Кама от истока до водомерного поста у села Бондюг, речной подбассейн реки — бассейны притоков Камы до впадения Белой. Речной бассейн реки — Кама.
Код объекта в государственном водном реестре — 10010100112111100003062.